# Hmeleck
Hmeleck est une tribu de l'île de Lifou, en Nouvelle-Calédonie. Elle se situe sur le plateau, dans le district coutumier de Lösi. La tribu se compose de trois quartiers, au Nord celui d'Aélan au centre celui de Danedanelle et au Sud le quartier d'Aléma. Le site d'Opanapo est situé au Sud de la tribu et est utilisé lors des mariages coutumiers. Avant l'arrivée de l'évangile sur l'île, la tribu de Hmeleck portait le nom de Huipatromë.